# Sueños (canción de Tiro de Gracia)
El sencillo «Sueños», la tercera canción del álbum Retorno de Misericordia, interpretada por el grupo de hip hop chileno Tiro de Gracia, publicado en 2001. Fue la canción más popular de este álbum alcanzado el #1 en varias listas musicales chilenas y extranjeras.
En la canción, en vez de samplear, se crea una versión del principio de la canción Aht Uh Mi Hed de Shuggie Otis con una banda, añadiendo trompetas, saxofón, guitarras y nuevas partes, como se ve en el videoclip.
La canción es cantada por Juan Pincel, siendo acompañado en el video por Lengua Dura mientras caminan por varias calles de Santiago.
En el video musical y en el álbum recopilatorio Impacto Certero se alarga la duración del tema en más de un minuto con una estrofa instrumental extra.
El vídeo fue grabado en el cerro Santa Lucía y sus alrededores, ubicado en Santiago Centro. Como las calles Carmen y Lira, entre otros.